# Peyia Municipal Stadium
Das Peyia Municipal Stadium (griechisch Δημοτικό Στάδιο Πέγειας, deutsch Städtisches Stadion Peyia) ist ein Fußballstadion in der zyprischen Stadt Peyia. Der Fußballverein APOP Kinyras Peyias bestritt von 2003 bis zu seiner Auflösung 2012 seine Heimspiele in der Sportstätte. Seit 2014 nutzt der neugegründete Club Peyia 2014 das Stadion als Spielstätte. Die Anlage wurde in den Jahren 2001 und 2002 errichtet und 2007 erstmals renoviert. 